# Lembruch
Lembruch is een gemeente in de Duitse deelstaat Nedersaksen. De gemeente maakt deel uit van de Samtgemeinde Altes Amt Lemförde in het Landkreis Diepholz. Lembruch telt 1.235 inwoners.
Het dorp heeft een station aan de spoorlijn Osnabrück - Bremen, maar hier stoppen alleen goederentreinen.
Lembruch ligt aan de Bundesstraße 51 en aan de noordoostoever van het Dümmermeer en kent om deze reden vrij veel toerisme. Bezienswaardig is het Dümmer-Museum in het dorp over de natuur en de ecologie van het meer en over de historie van de omgeving. Van het Dümmer-Museum loopt een beeldenroute naar het kasteel van Diepholz.
Enkele kilometers ten zuiden van het dorp is een klein vogelreservaat.
De economie van het dorp draait vooral om landbouw en toerisme: enige campings, watersportvoorzieningen en horeca langs het vrij druk bezochte Dümmermeer. In 2019 is een tweejarig project begonnen om het toerisme verder uit te breiden, o.a. met het Marissa-park, een appartementencomplex van 476 vakantiewoningen, dat blijkens de website van het park in  2022  voltooid was.

## Externe link

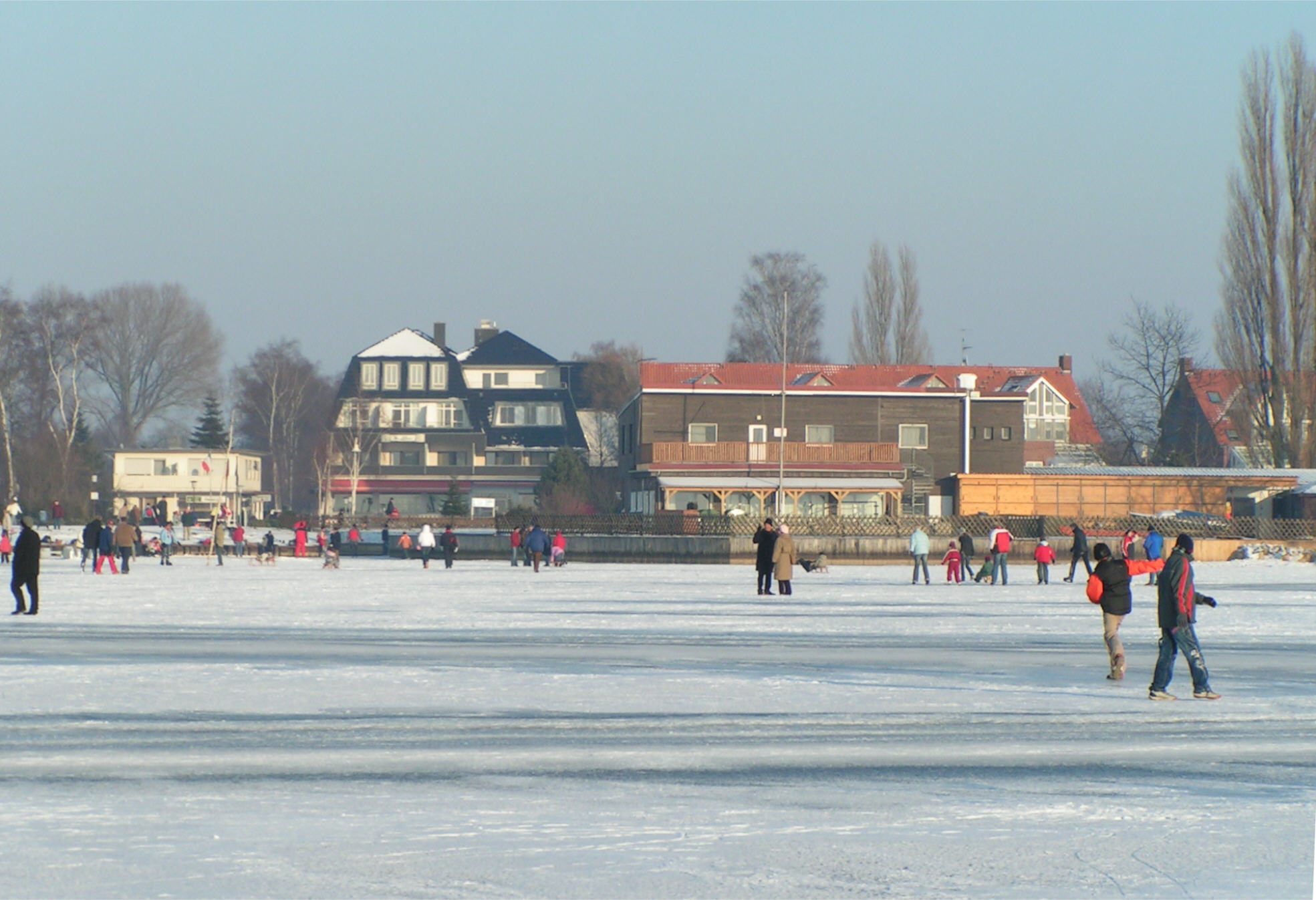
Het Dümmermeer bij Lembruch tijdens een strenge winter
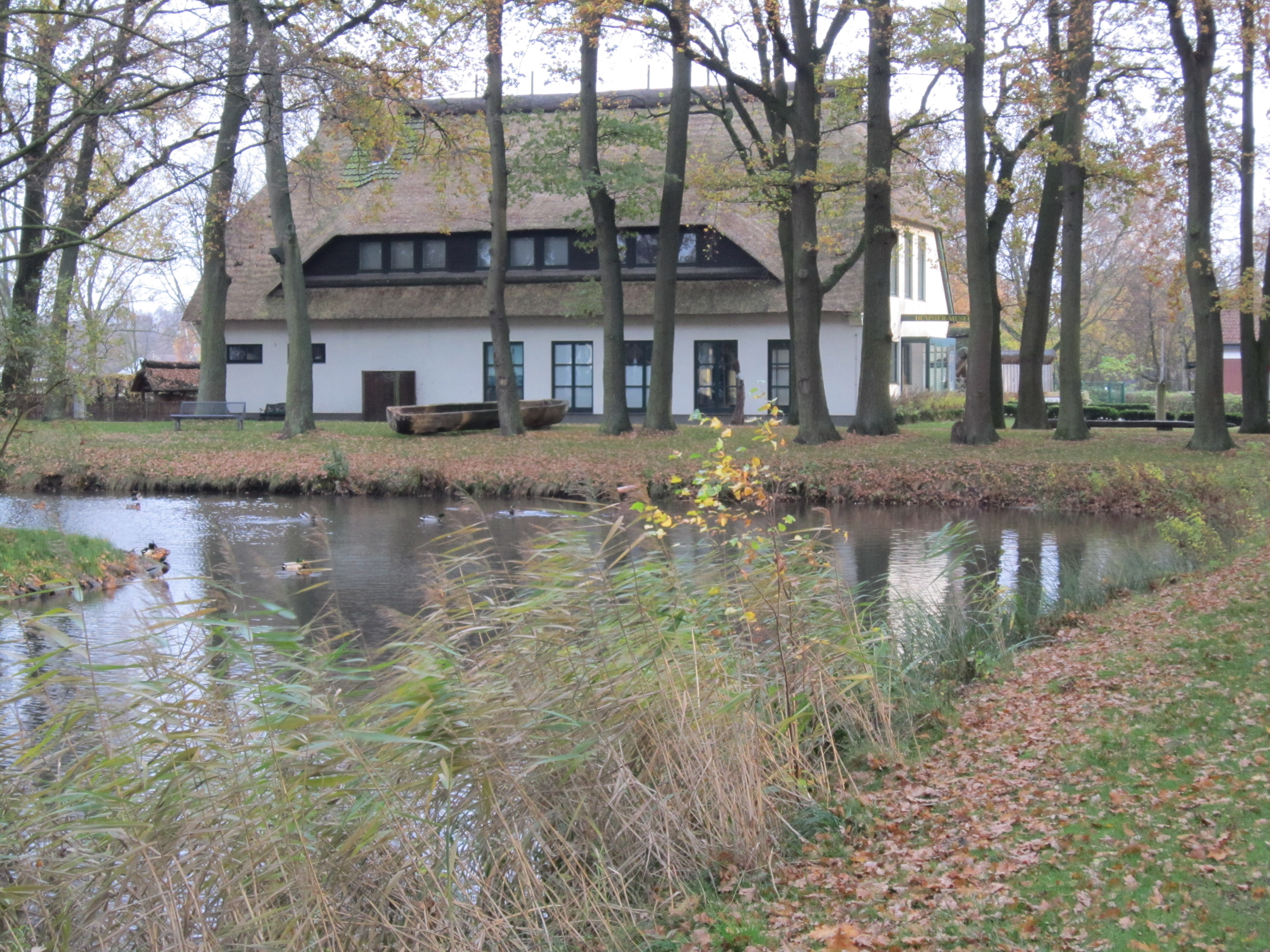
Dümmer-Museum Lembruch
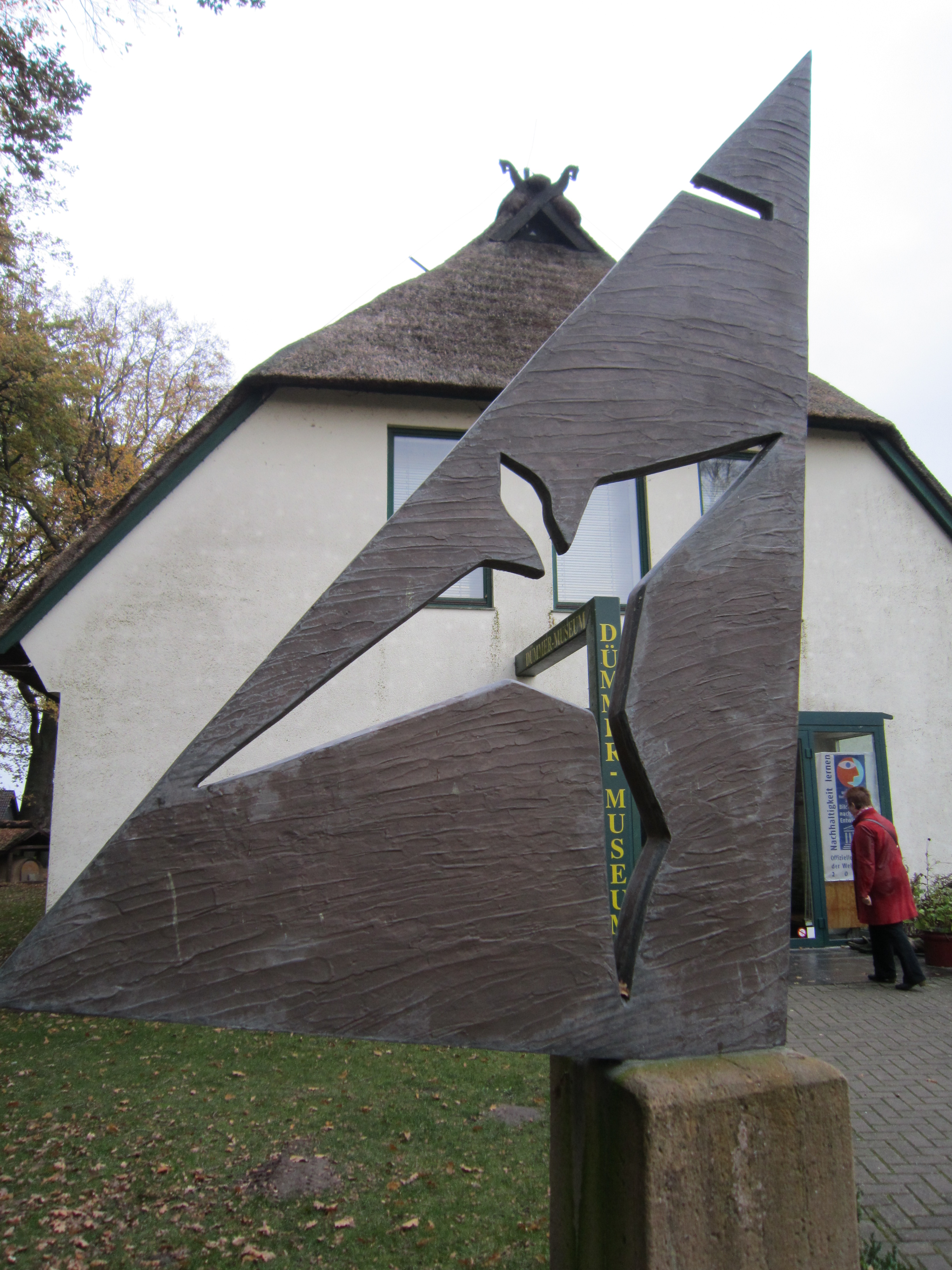
Sculptuur „Segel“ van Inka Uzoma voor het Dümmer-Museum